# Хронологија Народноослободилачке борбе октобар 1943.
Хронолошки преглед важнијих догађаја везаних за Народноослободилачку борбу народа Југославије, који су се десили током октобра месеца 1943. године:
| ← септембар | ← септембар | ← септембар | ← септембар | ← септембар | ← септембар | ← септембар | ← септембар | Хронологија Народноослободилачке борбе у 1943. | Хронологија Народноослободилачке борбе у 1943. | Хронологија Народноослободилачке борбе у 1943. | Хронологија Народноослободилачке борбе у 1943. | Хронологија Народноослободилачке борбе у 1943. | Хронологија Народноослободилачке борбе у 1943. | Хронологија Народноослободилачке борбе у 1943. | Хронологија Народноослободилачке борбе у 1943. | Хронологија Народноослободилачке борбе у 1943. | Хронологија Народноослободилачке борбе у 1943. | Хронологија Народноослободилачке борбе у 1943. | Хронологија Народноослободилачке борбе у 1943. | Хронологија Народноослободилачке борбе у 1943. | Хронологија Народноослободилачке борбе у 1943. | Хронологија Народноослободилачке борбе у 1943. | новембар → | новембар → | новембар → | новембар → | новембар → | новембар → | новембар → | новембар → |
| 1           | 2           | 3           | 4           | 5           | 6           | 7           | 8           | 9                                              | 10                                             | 11                                             | 12                                             | 13                                             | 14                                             | 15                                             | 16                                             | 17                                             | 18                                             | 19                                             | 20                                             | 21                                             | 22                                             | 23                                             | 24         | 25         | 26         | 27         | 28         | 29         | 30         | 31         |

### 1. октобар
- У Кочевју отпочео Збор посланика словеначког народа, познат као Кочевски збор, коме су присуствовала 572 посланика изабрана на изборима одржаним од 20. до 25. септембра, на слободној територији. На тродневном заседању Збор је одобрио све до тада донете одлуке Извршног одбора Ослободилачког фронта и одлучио да се образује Словеначки народноослободилачки одбор (СНОО), као највише народно представништво, с правом извршне и законодавне власти на територији Словеније. Током заседања реферате су поднели Борис Кидрич, Едвард Кардељ, Зоран Полич и Марјан Брецељ.[1][2]

### 3. октобар
- Наређењем Врховног штаба НОВ и ПОЈ на територији Долењске и Нотрањске формиран Шести словеначки корпус НОВЈ, у чији су састав ушле 14. словеначка, 15. словеначка и 18. словеначка дивизија. Два дана након формирања, корпус је преименован у Седми словеначки корпус. За команданта корпуса постављен је Рајко Танасковић, а за политичког комесара Јоже Брилеј.[3][4]
- У Требаљеву, код Колашина, од рана задобијених у борбама против четничко-италијанских снага, током борби за Колашин, вођеним од 30. септембра до 4. октобра, умро члан Политодела Четврте пролетерске црногорске ударне бригаде Јурица Рибар (1918—1943), млађи брат револуционара Лоле Рибара и син политичара Ивана Рибара, председника Извршног одбора АВНОЈ-а.[5]

### 5. октобар
- Наредбом Врховног команданта НОВ и ПОЈ Јосипа Броза Тита формиран Први пролетерски корпус. До 11. новембра 1943. у саставу корпуса налазила се само Прва пролетерска дивизија, а тада су у његов састав ушле Шеста личка дивизија и Тринаеста пролетерска бригада Раде Кончар. За команданта корпуса именован је Коча Поповић, а за политичког комесара Мијалко Тодоровић.[3][4]
- Наредбом Врховног команданта НОВ и ПОЈ Јосипа Броза Тита извршено је преименовање до тада формираних корпуса НОВЈ — Први босански ударни корпус преименован је у Трећи босански корпус, Други босански корпус у Пети босански корпус, Први хрватски корпус у Четврти хрватски корпус, Други хрватски корпус у Шести славонски корпус и Шести словеначки корпус у Седми словеначки корпус.[3]
- На Руднику, од делова Првог шумадијског и Космајског партизанског одреда, наредбом Главног штаба НОВ и ПО Србије формирана Прва шумадијска бригада. Крајем октобра у састав бригаде је ушао Други батаљон Космајског одреда, па је бригада имала три батаљона са око 700 бораца. За команданта бригаде одређен је Радивоје Јовановић Брадоња, а за политичког комесара Светозар Поповић-Милић.[6][4]
- У Ластиној улици (данас Мосорска) на Вождовцу, Специјална полиција ухапсила Василија Буху, члана Покрајинског комитета КПЈ за Србију и Веру Милетић, секретара Месног комитета КПЈ за Београд. Услед њиховог слабог држања током истраге, Специјална полиција је успела да изврши велику провалу у партијску организацију Београда (тзв. Октобарска провала), током које је ухапшен већи број чланова Месног комитета и активиста Народноослободилачког покрета у Београду. Међу ухапшенима су били службеници Специјалне полиције Јанко Јанковић и Цветко Црњак, који су радили за Народноослободилачки покрет.[4]

### 7. октобар
- Врховни штаб НОВ и ПОЈ издао наредбу да се у Далмацији формирају 19. севернодалматинска, 20. далматинска и 26. далматинска дивизија и Осми далматински корпус. За команданта корпуса постављен је Вицко Крстуловић, а за политичког комесара Иван Кукоч. Истом наредбом Врховног штаба расформиран је Штаб четврте оперативне зоне Хрватске и Штаб книнског сектора.[3][7]
- У Босутским шумама, у близини села Вишњићева, код Шида, наредбом Главног штаба НОВ и ПО Војводине формирана је Четврта војвођанска ударна бригада, јачине три батаљона са око 700 бораца. За команданта бригаде одређен је Марко Милановић, а за политичког комесара Милорад Митровић Раде.[8][9]

### 10. октобар
- У селу Ображда, код Бојника, наредбом Главног штаба НОВ и ПО Србије формирана Прва јужноморавска ударна бригада, јачине три батаљона са 575 бораца. За команданта бригаде одређен је Предраг Марковић Алимпије, а за политичког комесара Кирил Михајловски. Истовремено је извршена реорганизација Првог јужноморавског партизанског одреда у четири батаљона. Свечаном формирању бригаде присуствовало је неколико хиљада људи из Пусте Реке, Јабланице и Топлице.[8][10]

### 12. октобар
- У Плашком, од 12. до 15. октобра, одржано Друго заседање Земаљског антифашистичког већа народног ослобођења Хрватске (ЗАВНОХ). На заседању је донета одлука да се нова Југославија изгради на начелу федерације и да Хрватска уђе у њу као равноправна федерална јединица. Такође, на заседању је изабран нови Извршни одбор ЗАВНОХ-а и 47 нових већника.[11][10]

### 14. октобар
- Наредбом Врховног команданта НОВ и ПОЈ у Ливну формирана Прва ваздухопловна база НОВЈ са задатком да организује прихват и обуку стручног ваздухопловног кадра. За команданта базе одређен је Миле Павичић, а за политичког комесара Сава Керковић.[12][13][14]
- На простору Острога, код Никшића, од 14. до 18. октобра, Пета пролетерска црногорска ударна бригада разбила Зетски четнички одред и у манастиру Острог делом снага опколила Штаб четничких снага Црне Горе, Санџака и Боке. Истовремено Трећи и Четврти батаљон Пете пролетерске бригаде су овладали свим селима дуж леве обале Зете до близу Даниловград. Након петодневних борби у манастиру је уништен четнички штаб. Том приликом погинуло је 40 и заробљено 24 четника. Међу погинулима је био пуковник Бајо Станишић (1890—1943), а међу заробљенима генерал Блажо Ђукановић (1883—1943), командант четничких снага за Црну Гору, Боку и Санџак. У току борбе, партизани су имали петоро мртвих и 20 рањених бораца, а од дејства немачке артиљерије, погинуо је командант Пете пролетерске бригаде Бошко Јанковић (1910—1943), народни херој.[15][16][17]

### 15. октобар
- Врховни штаб НОВ и ПОЈ, на предлог Штаба Петог босанског корпуса, донео одлуку о додељивању назива народног хероја Марији Бурсаћ (1920—1943), борцу-бомбашу Трећег батаљона Десете крајишке ударне бригаде, која је умрла 23. септембра од повреда задобијених у борбама против немачко-усташких снага, код села Пркоса 17. септембра. Марија Бурсаћ била је прва жена народни херој.[18][19]

### 17. октобар
- Код села Умке, у близини Београда, преко Саве из Срема у Србију прешао новоформирани Друг батаљон Првог сремског одреда, који је имао задатак да прати групу од десетак виших војних руководилаца НОВЈ, које је Врховни штаб НОВ и ПОЈ упутио из источне Босне у Главни штаб НОВ и ПО Србије. Међу руководиоцима НОВЈ, налазили су се: Ратко Софијанић, Саво Дрљевић, Никола Љубичић, Срба Јосиповић, Милосав Милосављевић, Сава Радојчић Феђа и др.[20][9]

### 18. октобар
- Наредбом Врховног команданта НОВ и ПОЈ Јосипа Броза Тита донета наредба о формирању Штаба Морнарице НОВЈ, који је формиран 24. октобра. За команданта Морнарице постављен је потпуковник Јосип Черни, за заменика команданта потпуковник Срећко Манола, за политичког комесара Петар Радовић, а за начелника Штаба капетан Урош Мардешић. Приликом формирања Штаб Морнарице је извршио реорганизацију морнаричких јединица и команди. Јадранска обала, од Тржича до ушћа Бојане, подељена је на пет поморско-обалских сектора, а 10. новембра на шест. Први и шести сектор нису успостављени, јер им територија није ослобођена.[12][21][22]

### 19. октобар
- У Острогу, код Никшића, Преки суд Треће ударне дивизије осудио на смрт стрељањем генерала Блажу Ђукановића и још двадесет тројицу његових сарадника, међу којима су били — мајор Јанко Пајовић, капетан Радоје Ћетковић, адвокат Бошко Бојовић, професор др Јово Тошковић и капетан Ђорђије Бецић.[16][17]

### 25. октобар
- Врховни штаб НОВ и ПОЈ, на предлог Главног штаба НОВ и ПО Војводине, донео одлуку о додељивању назива народног хероја групи истакнутих бораца из Војводине, међу којима су били — Станко Пауновић Вељко, Јанко Чмелик, Радивој Ћирпанов, Бошко Палковљевић Пинки и Соња Маринковић.[18]
- Одржана проширена седница Централног одбора Антифашистичког фронта жена Југославије (АФЖ) којој је присуствовало више делегаткиња из новостворених организација и на којој се говорило о постигнутим успесима у раду. Констатовано је да широм Југославије постоји мрежа одбора АФЖ, након чега се расправљало о проблемима и задацима организације. Одлучено је да се у складу са развојем организације Централни одбор АФЖЈ прошири са новим чланицама, међу којима су биле — Јулка Мештеровић, Лепа Жујовић, Олга Милошевић, Јара Рибникар, Нада Сремец, Анка Берус, Босиљка Крајачић, Србислава Ковачевић, Даница Росић, Мевла Јакуповић, Соја Ћопић, Рада Врањешевић и др.[23]